# Список млекопитающих Таиланда

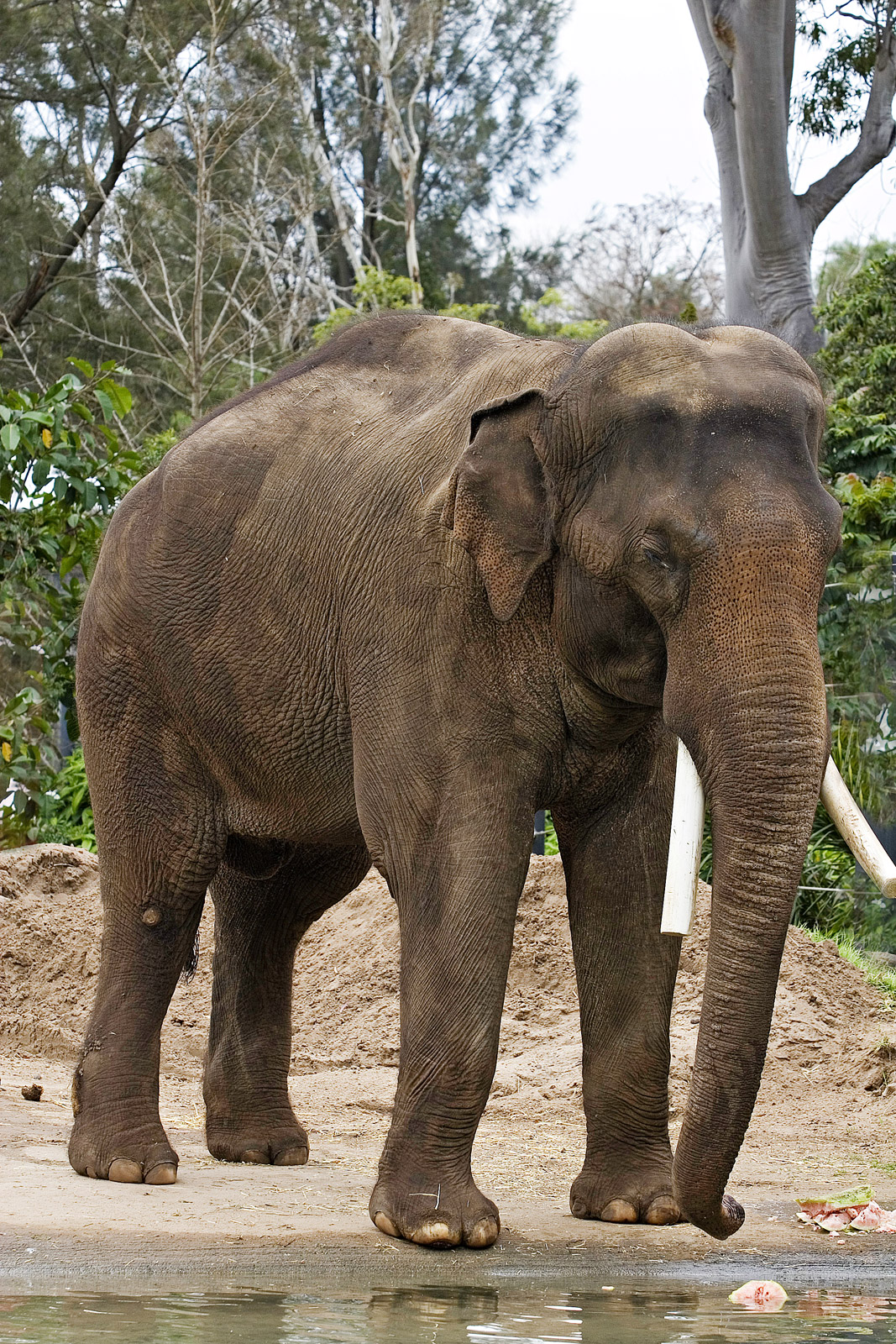
Азиатский слон (Elephas maximus) — национальное животное Таиланда.

Это список видов млекопитающих, зарегистрированных в Таиланде. В Таиланде насчитывается 264 вида млекопитающих, из которых 3 вида находятся на грани исчезновения, 11 видов находятся под угрозой исчезновения, 24 вида находятся в уязвимом положении, а 2 — близки к уязвимому положению. Один из видов, перечисленных ниже в списке, считается вымершим.
Следующие теги используются для выделения статуса сохранения каждого вида по оценке МСОП:
- — вымершие в дикой природе виды
- — исчезнувшие в дикой природе, представители которых сохранились только в неволе
- — виды на грани исчезновения (в критическом состоянии)
- — виды под угрозой исчезновения
- — уязвимые виды
- — виды, близкие к уязвимому положению
- — виды под наименьшей угрозой
- — виды, для оценки угрозы которым не хватает данных.

## Подкласс:Звери

### Инфракласс:Плацентарные

#### Отряд:Сирены(ламантины и дюгони)

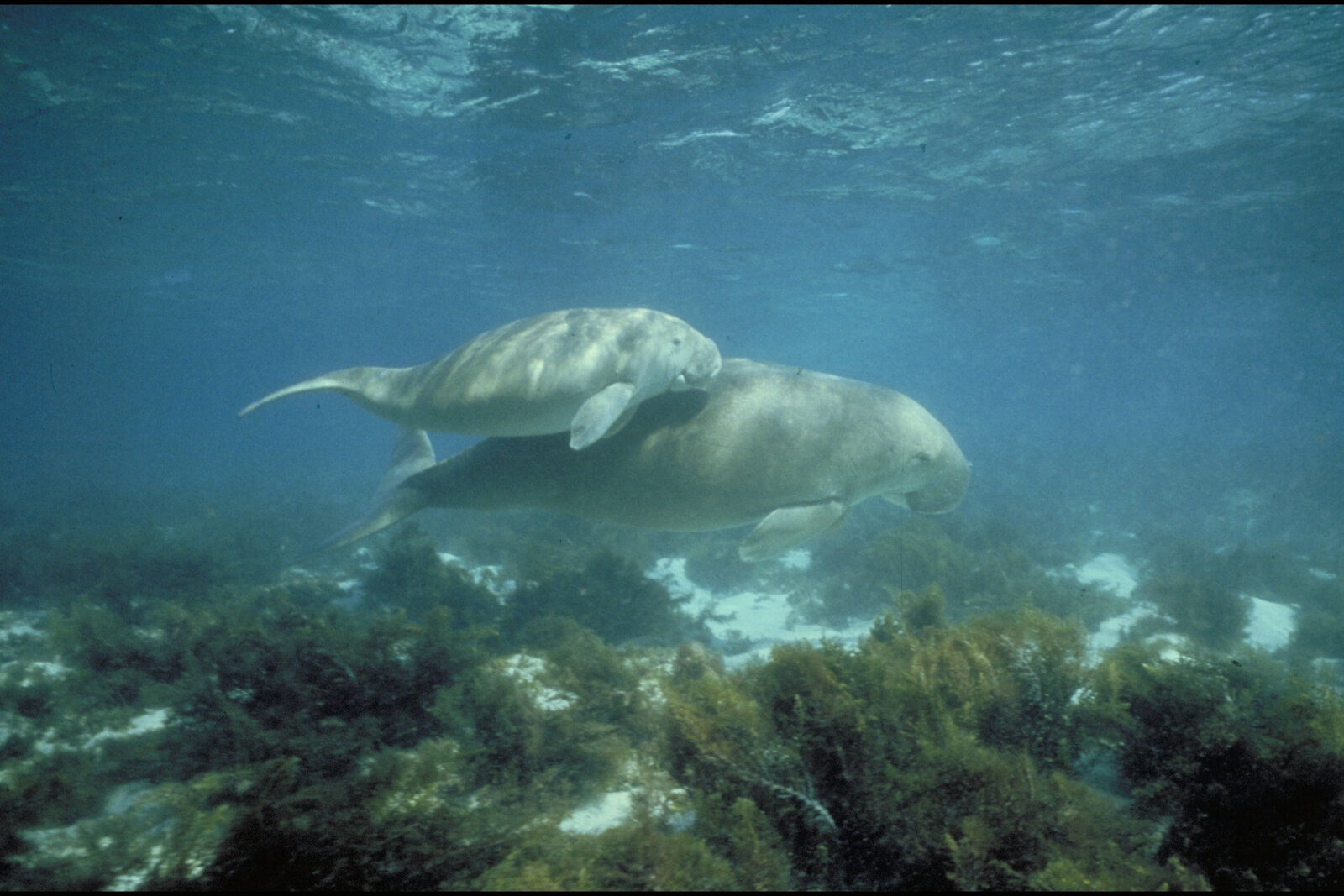
Дюгони

- Семейство: Дюгоневые
  - Род: Дюгонь
    - Дюгонь, Dugong dugon

#### Отряд:Хоботные
- Семейство: Слоновые (слоны)
  - Род: Индийские слоны
    - Азиатский слон, Elephas maximus 
      - Elephas maximus indicus, Elephas maximus indicus

#### Отряд:Панголины
- Семейство: Панголиновые
  - Род: Ящеры

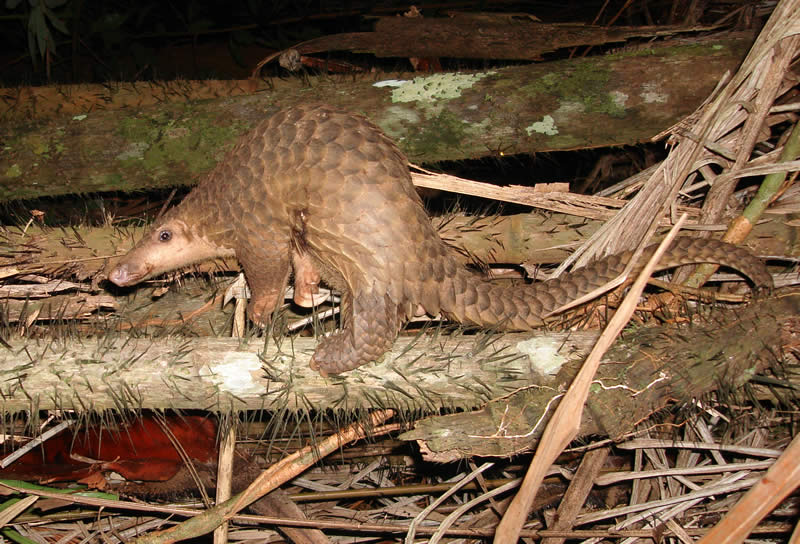
Яванский ящер

    - Яванский ящер, Manis javanica 
    - Китайский ящер, Manis pentadactyla

#### Отряд:Зайцеобразные
- Семейство: Зайцевые (кролики, зайцы)
  - Род: Зайцы
    - Бирманский заяц, Lepus peguensis

#### Отряд:Шерстокрылы(кагуаны)

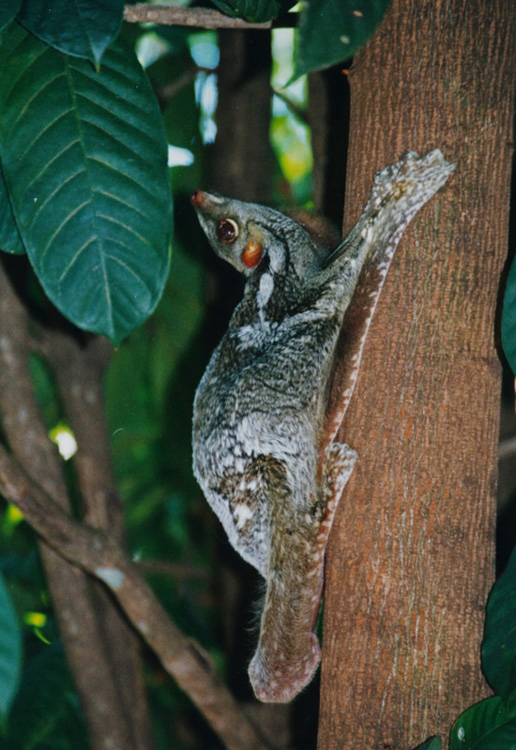
Малайский шерстокрыл

- Семейство: Шерстокрыловые (летающие лемуры)
  - Род: Малайские шерстокрылы
    - Малайский шерстокрыл, Galeopterus variegatus

#### Отряд:Насекомоядные(землеройки, ежи, гимнуры и кроты)
- Семейство: Ежовые (ежи и гимнуры)
  - Подсемейство: Гимнуры
    - Род: Гимнуры
      - Обыкновенная гимнура, Echinosorex gymnura

    - Род: Малые гимнуры
      - Малая гимнура, Hylomys suillus
- Семейство: Землеройковые (землеройки)
  - Подсемейство: Белозубочьи
    - Род: Белозубки
      - Серая белозубка, Crocidura attenuata
      - Южно-азиатская белозубка, Crocidura fuliginosa
      - Белозубка Хорсфилда, Crocidura horsfieldii
      - Сумрачная белозубка, Crocidura pullata

    - Род: Многозубки
      - Карликовая многозубка, Suncus etruscus 
      - Малайская многозубка, Suncus malayanus 

  - Подсемейство: Бурозубки
    - Триба: Anourosoricini
      - Род: Anourosorex
        - Anourosorex squamipes

    - Триба: Nectogalini
      - Род: Азиатские бурозубки
        - Бурозубка Лове, Soriculus parca
- Семейство: Кротовые (кроты)
  - Подсемейство: Кроты
    - Триба: Talpini
      - Род: Восточноазиатские кроты
        - Крот Клосса, Euroscaptor klossi
        - Гималайский крот, Euroscaptor micrurus

#### Отряд:Рукокрылые(летучие мыши)
- Семейство: Крылановые
  - Подсемейство: Cynopterinae
    - Род: Balionycteris

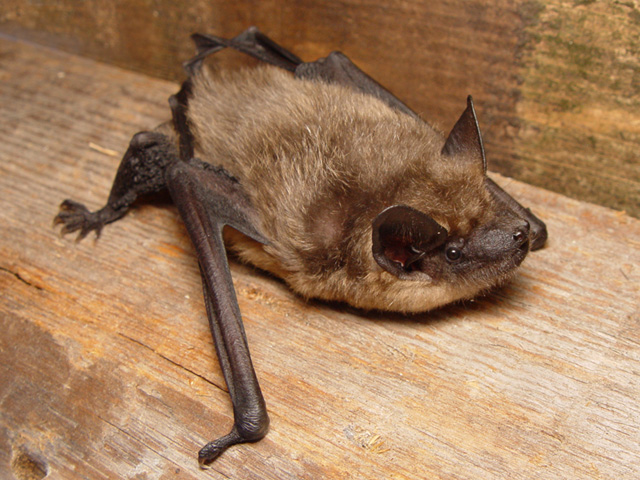
Поздний кожан

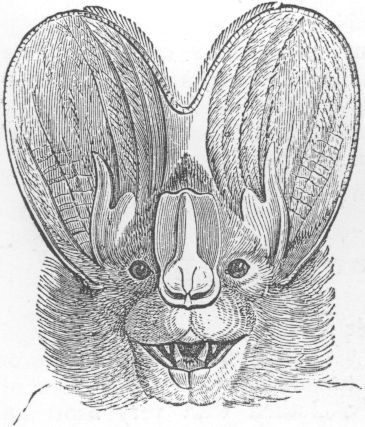
Индийский ложный вампир

      - Пятнистокрылый крылан, Balionycteris maculata

    - Род: Chironax
      - Черношапочный крылан, Chironax melanocephalus

    - Род: Коротконосые крыланы
      - Малайский коротконосый крылан, Cynopterus brachyotis 
      - Коротконосый крылан Хорсфилда, Cynopterus horsfieldi
      - Индийский коротконосый крылан, Cynopterus sphinx

    - Род: Бесхвостые крыланы
      - Крылан Темминка, Megaerops ecaudatus
      - Бесхвостый крылан, Megaerops niphanae

    - Род: Sphaerias
      - Крылан Бланфорда, Sphaerias blanfordi

  - Подсемейство: Macroglossinae
    - Род: Длинноязыкие крыланы
      - Малый длинноязыкий крылан, Macroglossus minimus
      - Большой длинноязыкий крылан, Macroglossus sobrinus

  - Подсемейство: Pteropodinae
    - Род: Летучие лисицы
      - Малая летучая лисица, Pteropus hypomelanus
      - Летучая лисица Лиля, Pteropus lylei
      - Гигантская летучая лисица, Pteropus vampyrus

  - Подсемейство: Rousettinae
    - Род: Пещерные крыланы
      - Пещерный крылан, Eonycteris spelaea

    - Род: Летучие собаки
      - Летучая собака Жоффруа, Rousettus amplexicaudatus
- Семейство: Гладконосые
  - Подсемейство: Kerivoulinae
    - Род: Воронокухие гладконосы
      - Гладконос Хардвика, Kerivoula hardwickii
      - Крошечный воронкоухий гладконос, Kerivoula minuta
      - Гладконос Уайтхеда, Kerivoula whiteheadi

    - Род: Бороздчатозубые гладконосы
      - Бороздчатозубый гладконос, Phoniscus atrox

  - Подсемейство: Miniopterinae
    - Род: Длиннокрылы
      - Большой длиннокрыл, Miniopterus magnater
      - Miniopterus medius
      - Никобарский длиннокрыл, Miniopterus pusillus
      - Обыкновенный длиннокрыл, Miniopterus schreibersii 

  - Подсемейство: Murininae
    - Род: Шерстокрылые трубконосы
      - Harpiocephalus mordax

    - Род: Трубконосы
      - Трубконос Хаттона, Murina huttoni
      - Кашмирский трубконос, Murina tubinaris

  - Подсемейство: Myotinae
    - Род: Ночницы
      - Сычуаньская ночница, Myotis altarium
      - Волосатолицая ночница, Myotis annectans
      - Китайская ночница, Myotis chinensis
      - Ночница Хасселта, Myotis hasseltii
      - Ночница Хорсфилда, Myotis horsfieldii
      - Мьянманская ночница, Myotis montivagus
      - Малая ночница, Myotis muricola
      - Толстопалая ночница, Myotis rosseti

  - Подсемейство: Vespertilioninae
    - Род: Arielulus
      - Arielulus aureocollaris 

    - Род: Кожаны
      - Eptesicus dimissus 
      - Толстоухий кожан, Eptesicus pachyotis
      - Поздний кожан, Eptesicus serotinus

    - Род: Толстопалые нетопыри
      - Толстопалый нетопырь, Glischropus tylopus

    - Род: Ложные кожаны
      - Кожан Бланфорда, Hesperoptenus blanfordi
      - Кожан Тиккеля, Hesperoptenus tickelli

    - Род: Кожановидные нетопыри
      - Hypsugo cadornae
      - Hypsugo lophurus 
      - Hypsugo pulveratus

    - Род: Ia
      - Гигантский кожан, Ia io 

    - Род: Нетопыри
      - Коромандельский нетопырь, Pipistrellus coromandra
      - Яванский нетопырь, Pipistrellus javanicus
      - Северобирманский нетопырь, Pipistrellus paterculus

    - Род: Гладконосы-арлекины
      - Scotomanes ornatus

    - Род: Косолапые кожаны
      - Tylonycteris robustula
- Семейство: Мышехвостые
  - Род: Мышехвосты
    - Мышехвост Хардвика, Rhinopoma hardwickei 
    - Большой мышехвост, Rhinopoma microphyllum
- Семейство: Свиноносые
  - Род: Craseonycteris
    - Свиноносая летучая мышь, Craseonycteris thonglongyai
- Семейство: Бульдоговые летучие мыши
  - Род: Малые складчатогубы
    - Азиатский малый складчатогуб, Chaerephon plicata

  - Род: Складчатогубы
    - Tadarida latouchei
- Семейство: Футлярохвостые
  - Род: Афроазиатские мешкокрылы
    - Футлярохвостый мешкокрыл, Emballonura monticola

  - Род: Мешкобородые мешкокрылы
    - Мешкокрыл Темминка, Saccolaimus saccolaimus

  - Род: Могильные мешкокрылы
    - Длиннорукий мешкокрыл, Taphozous longimanus
    - Чернобородый мешкокрыл, Taphozous melanopogon
    - Мешкокрыл Теобальда, Taphozous theobaldi
- Семейство: Щелемордые
  - Род: Щелеморды
    - Малайский щелеморд, Nycteris tragata
- Семейство: Копьеносые
  - Род: Lyroderma
    - Индийский ложный вампир, Lyroderma lyra

  - Род: Афроазиатские ложные вампиры
    - Малайский ложный вампир, Megaderma spasma
- Семейство: Подковоносые
  - Подсемейство: Rhinolophinae
    - Род: Подковоносы
      - Серый подковонос, Rhinolophus acuminatus
      - Азиатский подковонос, Rhinolophus affinis
      - Мьянманский подковонос, Rhinolophus coelophyllus
      - Индийский подковонос, Rhinolophus lepidus
      - Гигантский подковонос, Rhinolophus luctus
      - Длинноухий подковонос, Rhinolophus macrotis
      - Малайский подковонос, Rhinolophus malayanus
      - Подковонос Маршалла, Rhinolophus marshalli
      - Австралийский подковонос, Rhinolophus megaphyllus
      - Большеухий подковонос, Rhinolophus paradoxolophus 
      - Подковонос Пирсона, Rhinolophus pearsoni
      - Карликовый подковонос, Rhinolophus pusillus
      - Подковонос Шамеля, Rhinolophus shameli
      - Малайзийский подковонос, Rhinolophus stheno
      - Подковонос Томаса, Rhinolophus thomasi
      - Трёхлистный подковонос, Rhinolophus trifoliatus
      - Юньнаньский подковонос, Rhinolophus yunanensis

  - Подсемейство: Hipposiderinae
    - Род: Трезубценосы Тейта
      - Южноазиатский трезубценос, Aselliscus stoliczkanus

    - Род: Подковогубы
      - Гималайский листонос, Hipposideros armiger
      - Сумеречный листонос, Hipposideros ater
      - Двухцветный листонос, Hipposideros bicolor
      - Малый листонос, Hipposideros cineraceus
      - Диадемовый подковогуб, Hipposideros diadema
      - Бурый подковогуб, Hipposideros fulvus
      - Хохлатый листонос, Hipposideros galeritus
      - Таиландский листонос, Hipposideros halophyllus
      - Обыкновенный листонос, Hipposideros larvatus
      - Листонос Лекагула, Hipposideros lekaguli
      - Щитомордый листонос, Hipposideros lylei
      - Большеухий листонос, Hipposideros pomona
      - Листонос Пратта, Hipposideros pratti
      - Рюкюйский листонос, Hipposideros turpis

#### Отряд:Китообразные(киты)
- Подотряд: Усатые киты
  - Семейство: Полосатиковые
    - Подсемейство: Balaenopterinae
      - Род: Полосатики

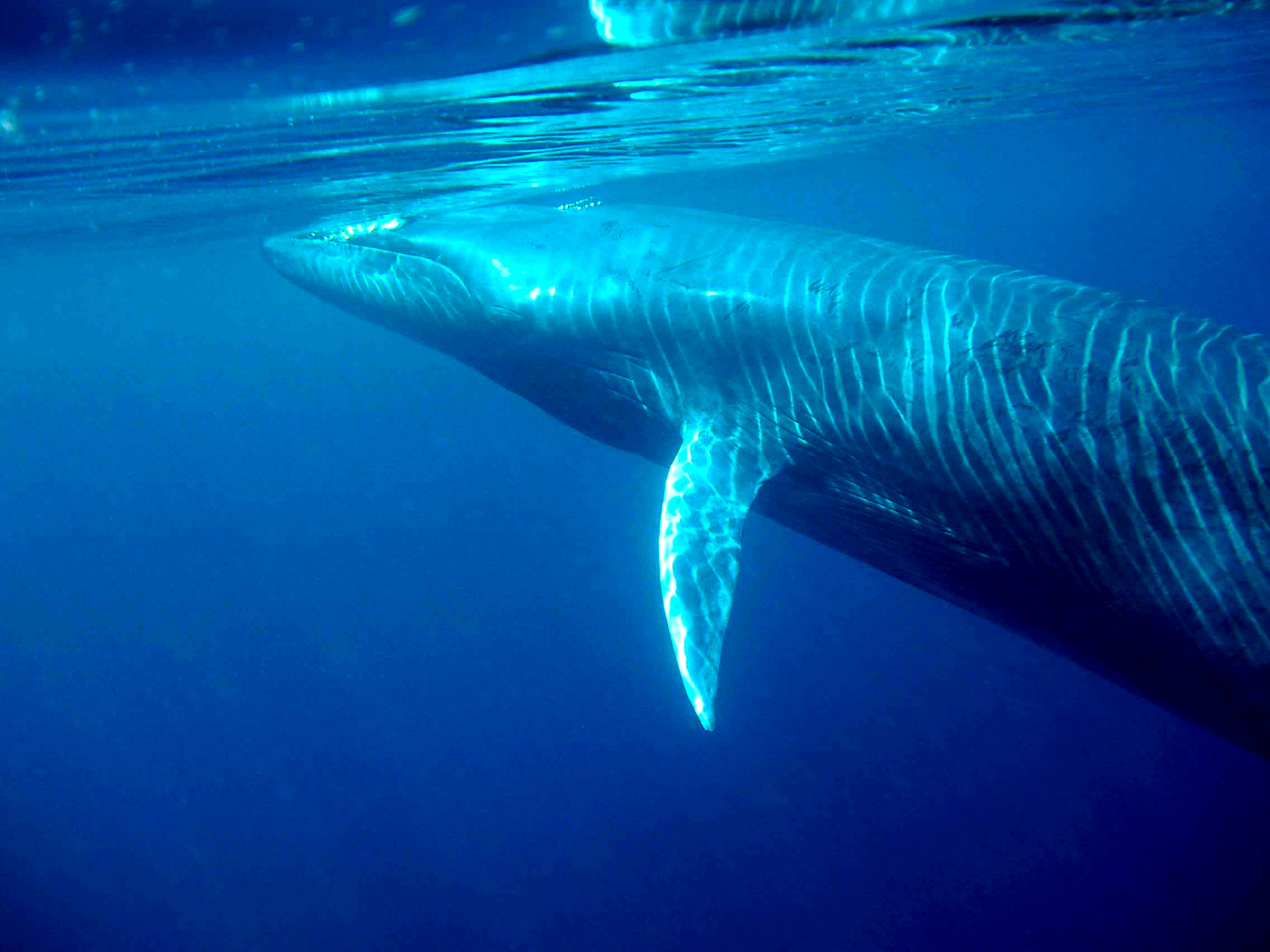
Полосатики Брайда у островов Пхипхи

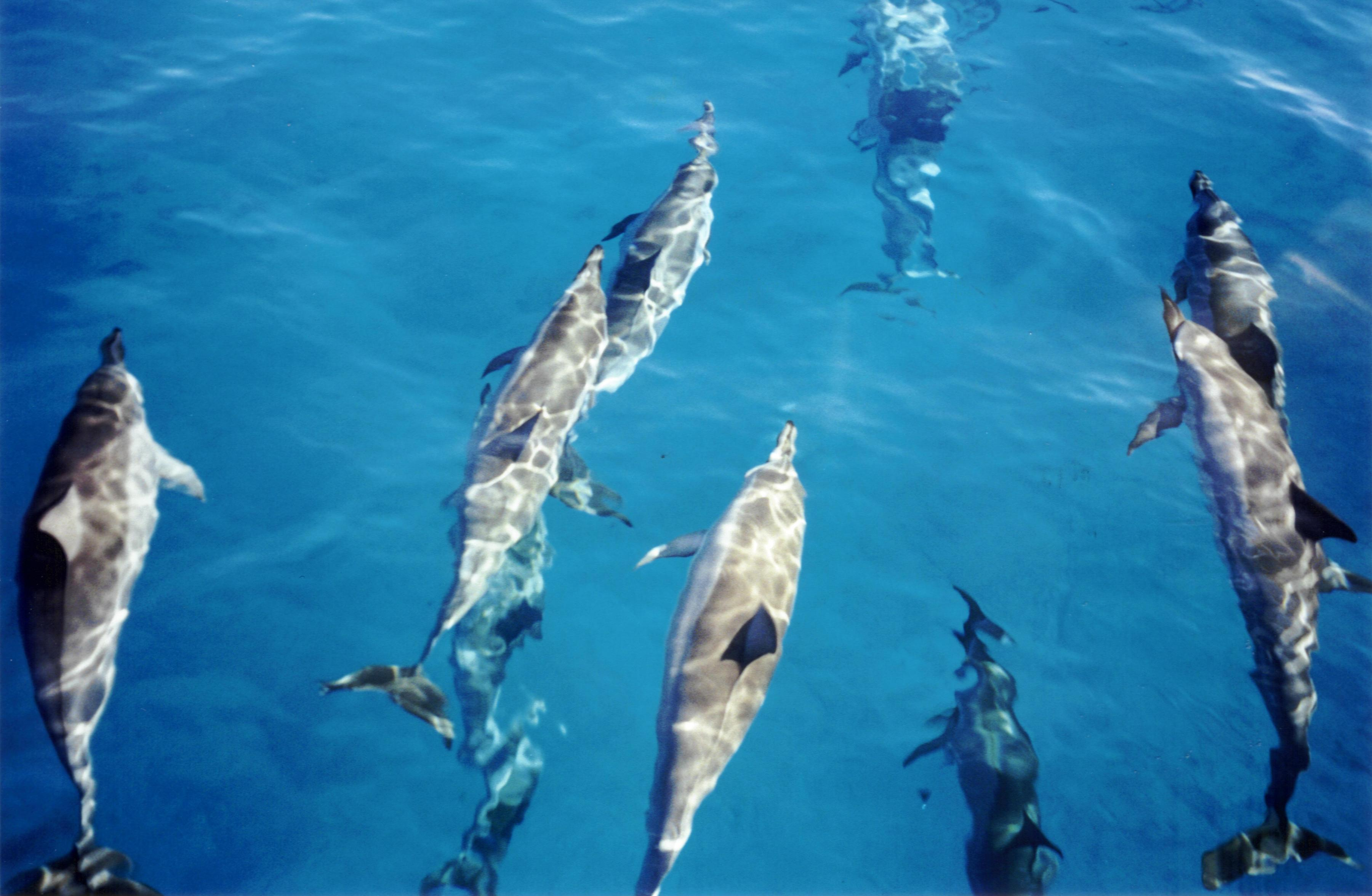
Длиннорылый продельфин

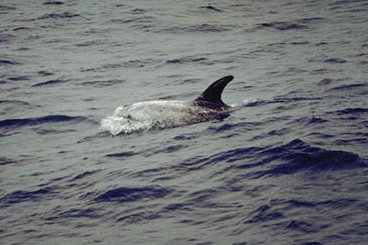
Серый дельфин

        - Северный малый полосатик, Balaenoptera acutorostrata
        - Сейвал, Balaenoptera borealis 
        - Полосатик Брайда, Balaenoptera brydei 
        - Синий кит, Balaenoptera musculus 
        - Balaenoptera omurai, Balaenoptera omurai 
        - Финвал, Balaenoptera physalus 

    - Подсемейство: Megapterinae
      - Род: Горбатые киты
        - Горбатый кит, Megaptera novaeangliae
- Подотряд: Зубатые киты
  - Надсемейство: Platanistoidea
    - Семейство: Дельфиновые (морские дельфины)
      - Род: Карликовые косатки
        - Карликовая косатка, Feresa attenuata 

      - Род: Серые дельфины
        - Серый дельфин, Grampus griseus 

      - Род: Малайзийские дельфины
        - Малайзийский дельфин, Lagenodelphis hosei 

      - Род: Иравадийские дельфины
        - Иравадийский дельфин, Orcaella brevirostris 

      - Род: Косатки
        - Косатка Orcinus orca 

      - Род: Горбатые дельфины
        - Китайский дельфин, Sousa chinensis 

      - Род: Продельфины
        - Узкорылый продельфин, Stenella attenuata
        - Длиннорылый продельфин, Stenella longirostris

      - Род: Крупнозубые дельфины
        - Крупнозубый дельфин, Steno bredanensis 

      - Род: Афалины
        - Индийская афалина, Tursiops aduncus 
        - Афалина, Tursiops truncatus 

    - Семейство: Кашалотовые
      - Род: Кашалоты
        - Кашалот, Physeter macrocephalus 

    - Семейство: Морские свиньи
      - Род: Беспёрые морские свиньи
        - Беспёрая морская свинья, Neophocaena phocaenoides

#### Отряд:Приматы
- Подотряд: Мокроносые приматы
  - Инфраотряд: Лориобразные
    - Семейство: Лориевые
      - Род: Толстые лори

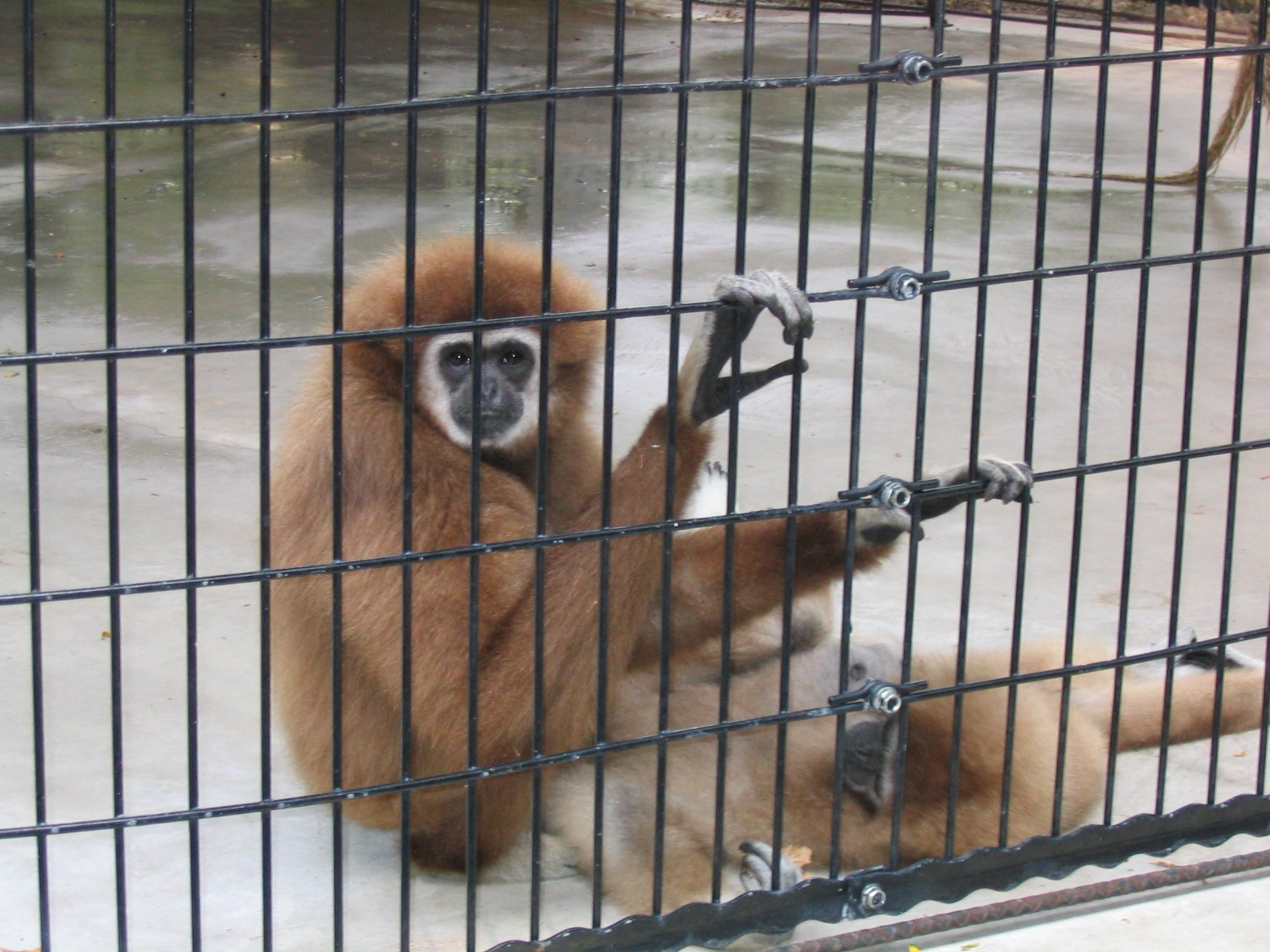
Белорукий гиббон

        - Бенгальский лори, Nycticebus bengalensis 
        - Медленный лори, Nycticebus coucang
- Подотряд: Сухоносые приматы
  - Инфраотряд: Обезьянообразные
    - Парвотряд: Узконосые обезьяны (Обезьяны Старого Света)
      - Надсемейство: Мартышкообразные
        - Семейство: Мартышковые
          - Подсемейство: Мартышковые
            - Род: Макаки
              - Медвежий макак, Macaca arctoides 
              - Горный резус, Macaca assamensis 
              - Макак-крабоед, Macaca fascicularis 
              - Северный свинохвостый макак, Macaca leonina 
              - Макак-резус, Macaca mulatta 
              - Южный свинохвостый макак, Macaca nemestrina 

          - Подсемейство: Тонкотелые обезьяны
            - Род: Кази
              - Гривистый тонкотел, Trachypithecus cristatus 
              - Trachypithecus germaini, Trachypithecus germaini 
              - Очковый тонкотел, Trachypithecus obscurus 

            - Род: Лангуры
              - Presbytis robinsoni 

      - Надсемейство: Человекообразные обезьяны
        - Семейство: Гиббоновые (гиббоны)
          - Род: Настоящие гиббоны
            - Быстрый гиббон, Hylobates agilis 
            - Белорукий гиббон, Hylobates lar 
            - Кампучийский гиббон, Hylobates pileatus

#### Отряд:Грызуны
- Подотряд: Дикобразообразные

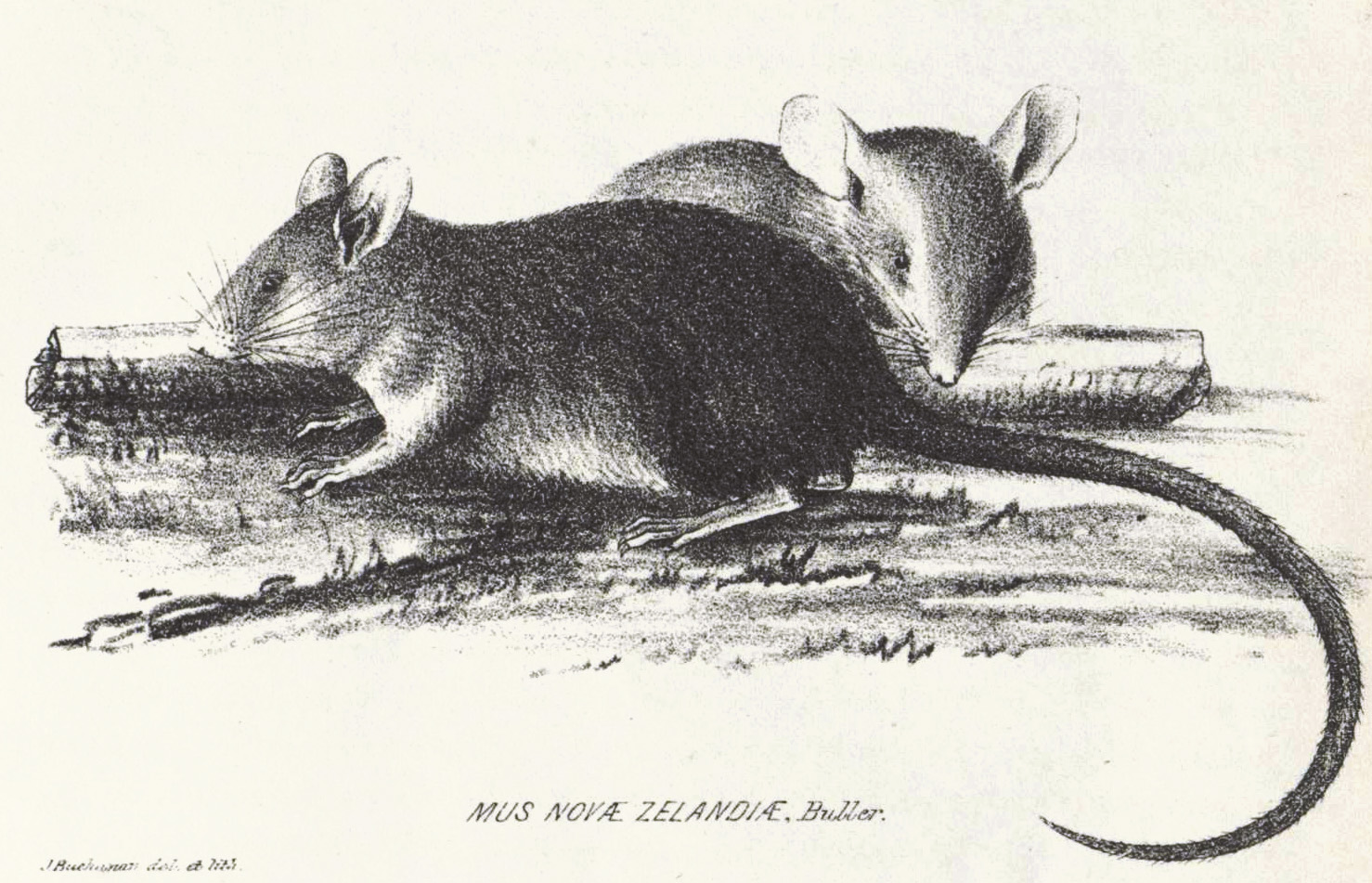
Малая крыса

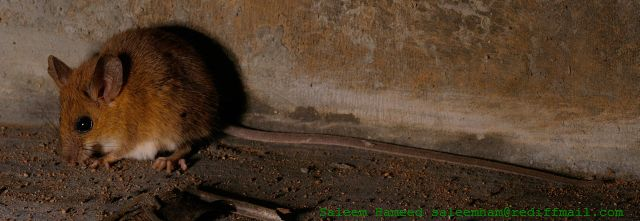
Пальмовая мышь

  - Семейство: Дикобразовые (Дикобразы Старого Света)
    - Род: Кистехвостые дикобразы
      - Азиатский кистехвостый дикобраз, Atherurus macrourus 

    - Род: Дикобразы
      - Малайский дикобраз, Hystrix brachyura
- Подотряд: Белкообразные
  - Семейство: Беличьи (белки)
    - Подсемейство: Ratufinae
      - Род: Гигантские белки
        - Кремовая белка, Ratufa affinis
        - Двухцветная белка, Ratufa bicolor

    - Подсемейство: Sciurinae
      - Триба: Pteromyini
        - Род: Волосатоногие летяги
          - Волосатоногая летяга, Belomys pearsonii

        - Род: Стрелохвостые летяги
          - Двухцветная летяга, Hylopetes alboniger
          - Hylopetes lepidus
          - Летяга Файра, Hylopetes phayrei
          - Мьянманская летяга, Hylopetes spadiceus

        - Род: Гигантские летяги
          - Гигантская летяга, Petaurista petaurista
          - Индийская гигантская летяга, Petaurista philippensis

        - Род: Карликовые летяги
          - Petinomys setosus

        - Род: Pteromyscus
          - Дымчатая летяга, Pteromyscus pulverulentus

    - Подсемейство: Callosciurinae
      - Род: Прекрасные белки
        - Седая белка, Callosciurus caniceps
        - Краснобрюхая белка, Callosciurus erythraeus
        - Белка Финлайсона, Callosciurus finlaysonii
        - Чернополосая белка, Callosciurus nigrovittatus
        - Трёхцветная белка, Callosciurus notatus
        - Белка Превоста, Callosciurus prevostii

      - Род: Краснощёкие белки
        - Dremomys rufigenis

      - Род: Малайские белки
        - Lariscus insignis

      - Род: Menetes
        - Белка Бердмора, Menetes berdmorei

      - Род: Rhinosciurus
        - Длинноносая белка, Rhinosciurus laticaudatus

      - Род: Зондские белки
        - Sundasciurus hippurus
        - Sundasciurus lowii
        - Sundasciurus tenuis

      - Род: Тамиопсы
        - Гималайская полосатая белка, Tamiops macclellandi
        - Tamiops rodolphei

  - Семейство: Слепышовые
    - Подсемейство: Rhizomyinae
      - Род: Cannomys
        - Малая бамбуковая крыса, Cannomys badius

      - Род: Бамбуковые крысы
        - Седая бамбуковая крыса, Rhizomys pruinosus
        - Большая бамбуковая крыса, Rhizomys sumatrensis

  - Семейство: Хомяковые
    - Подсемейство: Полёвковые
      - Род: Китайские полёвки
        - Чернобрюхая полёвка, Eothenomys melanogaster

  - Семейство: Мышиные (мыши, крысы, полевки, песчанки, хомяки)
    - Подсемейство: Мышиные
      - Род: Бандикоты
        - Индийская бандикота, Bandicota indica
        - Мьянманская бандикота, Bandicota savilei

      - Род: Индокитайские крысы
        - Малая индокитайская крыса, Berylmys berdmorei
        - Крыса Бовера, Berylmys bowersi

      - Род: Chiromyscus
        - Азиатская древесная мышь, Chiromyscus chiropus

      - Род: Соневидные мыши
        - Соневидная мышь, Chiropodomys gliroides

      - Род: Обезьяньи мыши
        - Длиннохвостая обезьянья мышь, Hapalomys longicaudatus

      - Род: Крысы Эдвардса
        - Крыса Эдвардса, Leopoldamys edwardsi
        - Крыса Нейлла, Leopoldamys neilli
        - Сабейская крыса, Leopoldamys sabanus

      - Род: Восточные колючие крысы
        - Крыса раджи, Maxomys rajah
        - Рыжая колючая крыса, Maxomys surifer
        - Колючая крыса Уайтхеда, Maxomys whiteheadi

      - Род: Домовые мыши
        - Рюкюйская мышь, Mus caroli
        - Жёлто-коричневая мышь, Mus cervicolor
        - Мышь Кука, Mus cookii
        - Сиккимская мышь, Mus pahari
        - Мышь Шортриджа, Mus shortridgei

      - Род: Белобрюхие крысы
        - Китайская крыса, Niviventer confucianus
        - Кремовобрюхая крыса, Niviventer cremoriventer
        - Каштановая крыса, Niviventer fulvescens
        - Известняковая крыса, Niviventer hinpoon
        - Лангбианская крыса, Niviventer langbianis

      - Род: Крысы
        - Rattus andamanensis
        - Серебристобрюхая крыса, Rattus argentiventer
        - Малая крыса, Rattus exulans
        - Малая рисовая крыса, Rattus losea
        - Гималайская крыса, Rattus nitidus
        - Rattus sikkimensis 
        - Крыса Танезуми, Rattus tanezumi
        - Малайская полевая крыса, Rattus tiomanicus

      - Род: Зондские крысы
        - Крыса Мюллера, Sundamys muelleri

      - Род: Пальмовые мыши
        - Пальмовая мышь, Vandeleuria oleracea

#### Отряд:Тупайи
- Семейство: Тупайевые
  - Род: Dendrogale
    - Dendrogale murina 

  - Род: Тупайи

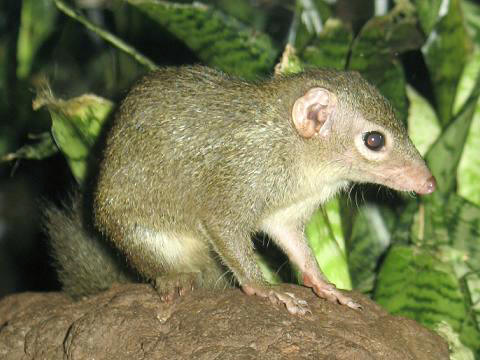
Обыкновенная тупайя

    - Малайская тупайя, Tupaia belangeri 
    - Обыкновенная тупайя, Tupaia glis 
    - Малая тупайя, Tupaia minor
- Семейство: Перьехвостые тупайи
  - Род: Перьехвостые тупайи
    - Перохвостая тупайя, Ptilocercus lowii

#### Отряд:Хищные(хищники)
- Подотряд: Кошкообразные
  - Семейство: Кошачьи (кошки)
    - Подсемейство: Малые кошки
      - Род: Катопумы

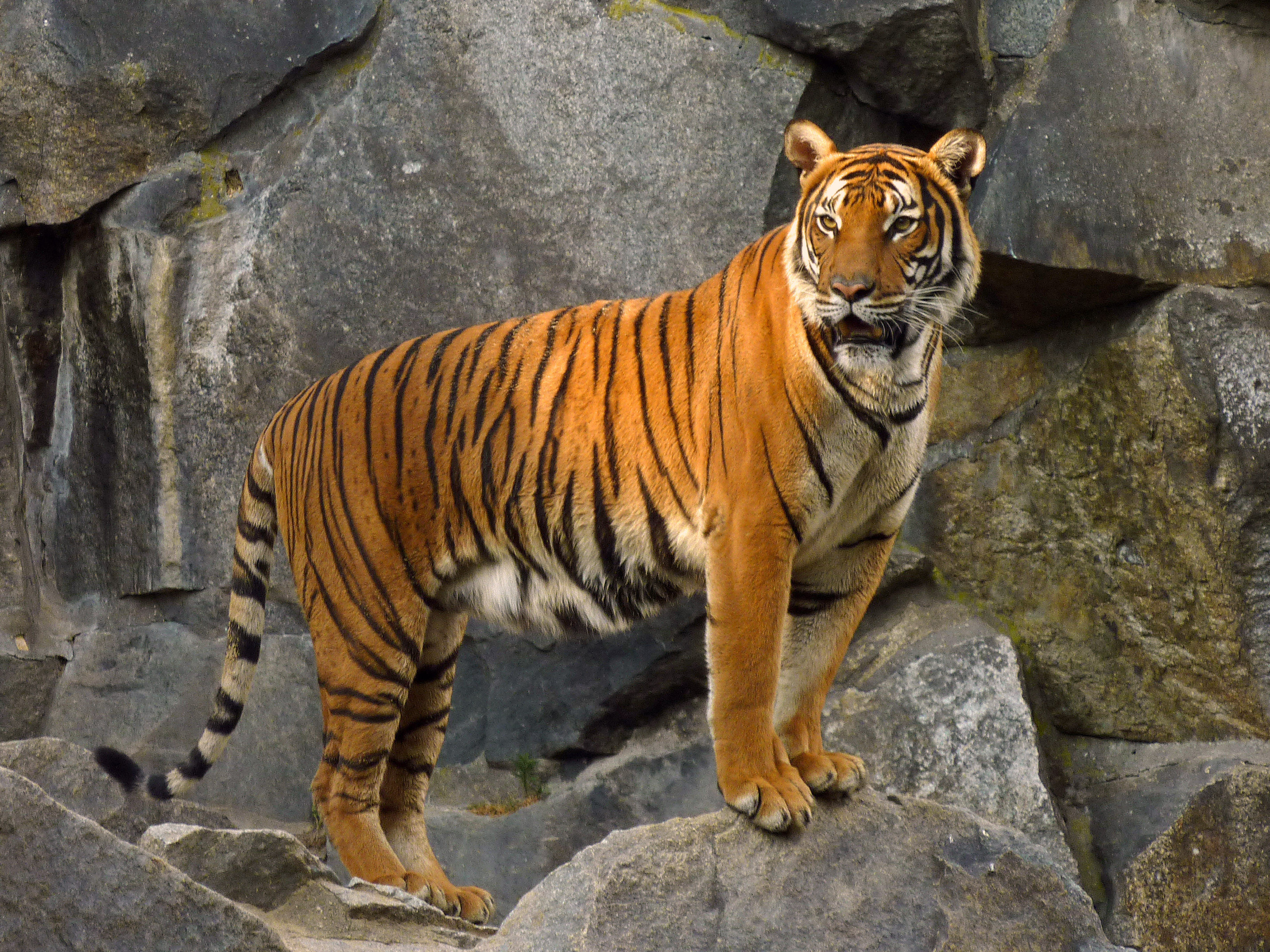
Индокитайский тигр

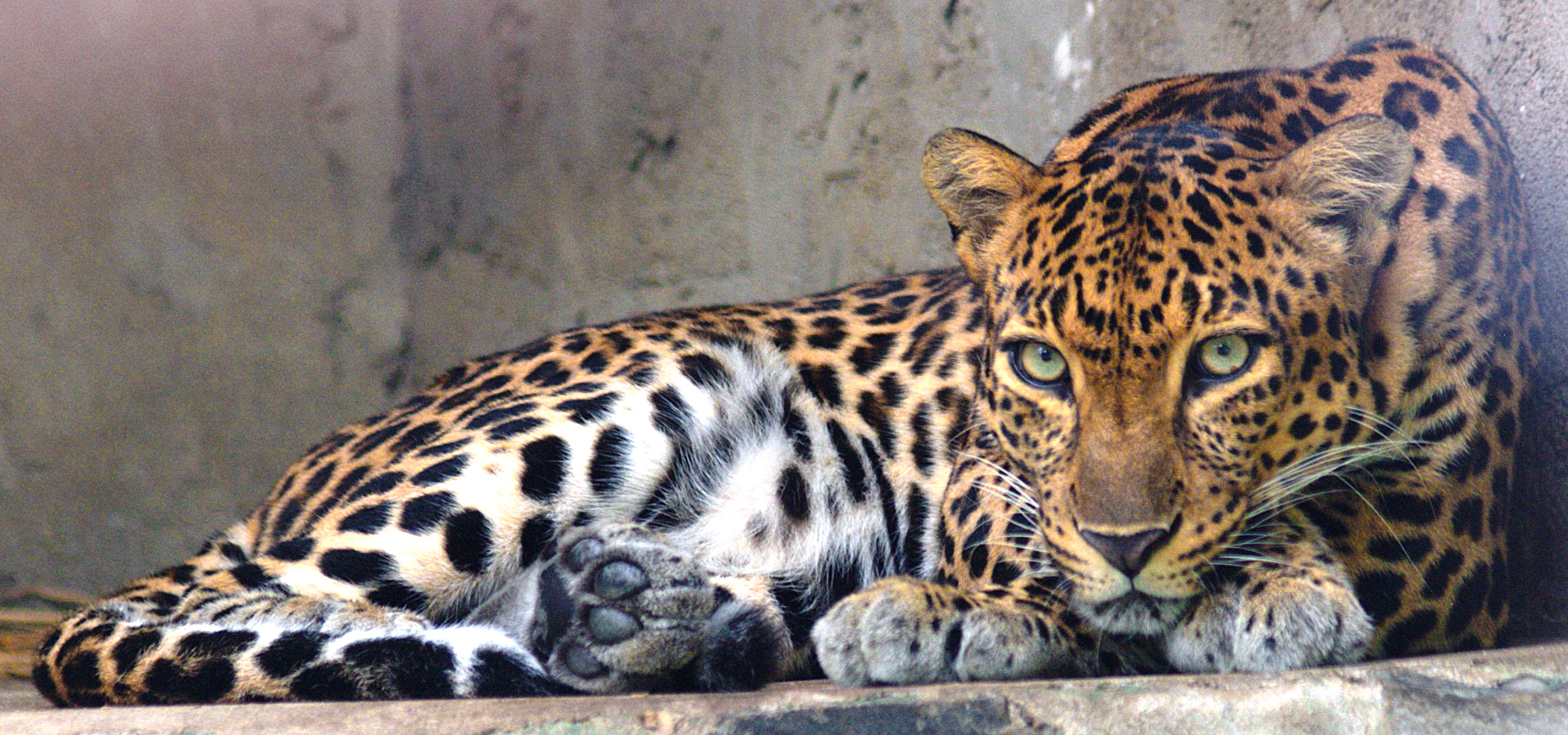
Индокитайский леопард

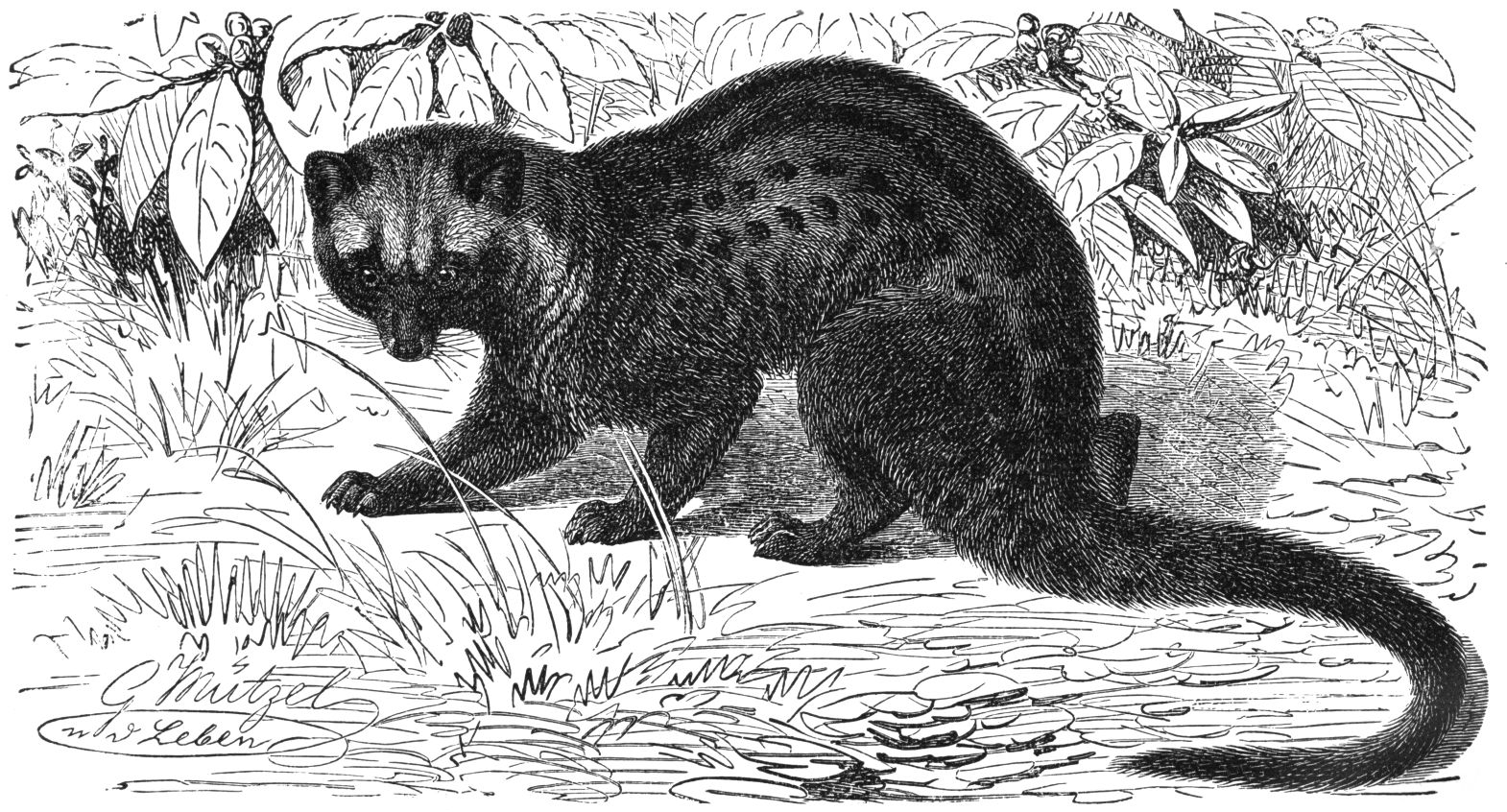
Мусанг

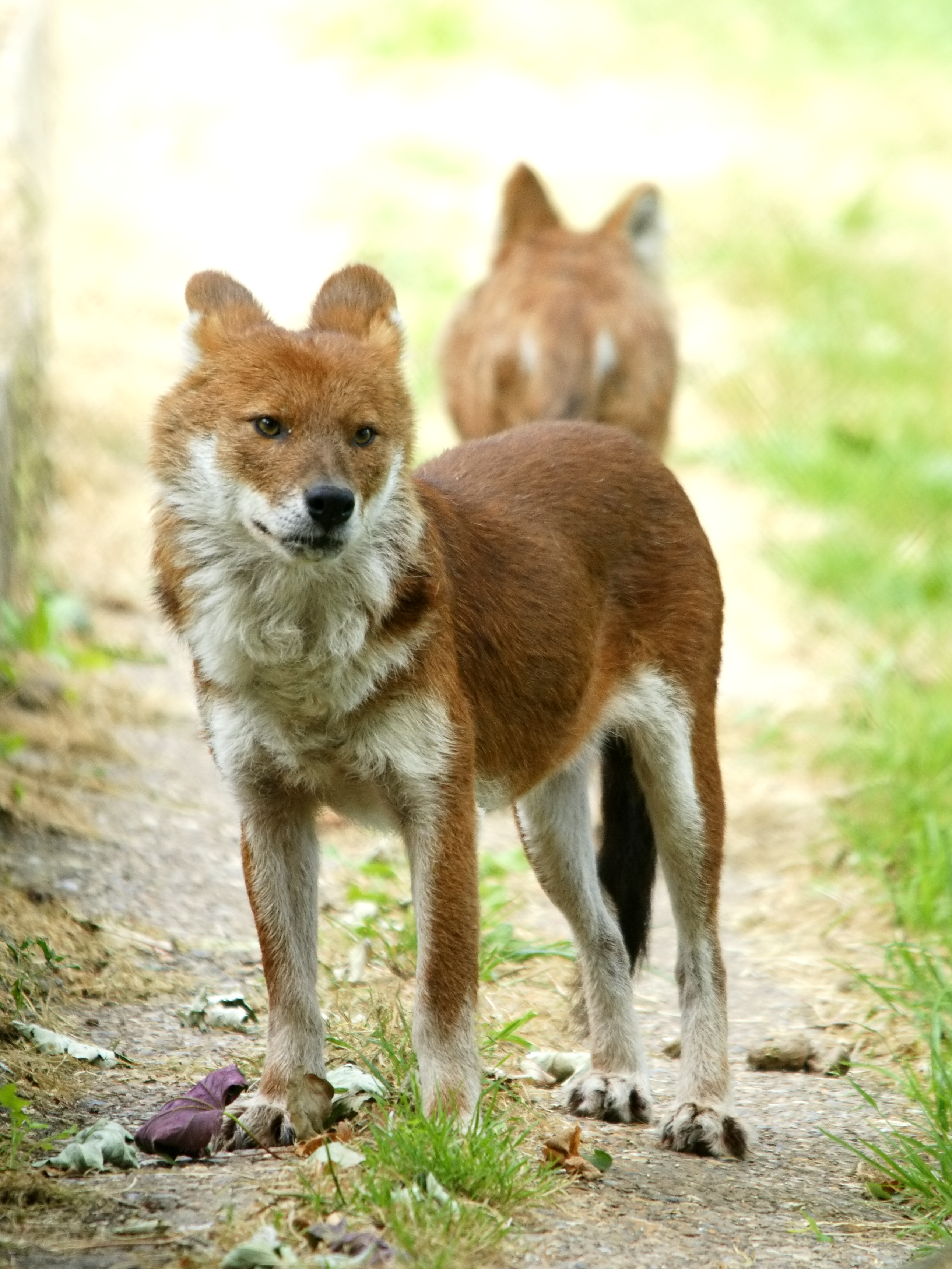
Красный волк

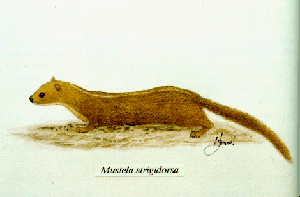
Белополосая ласка

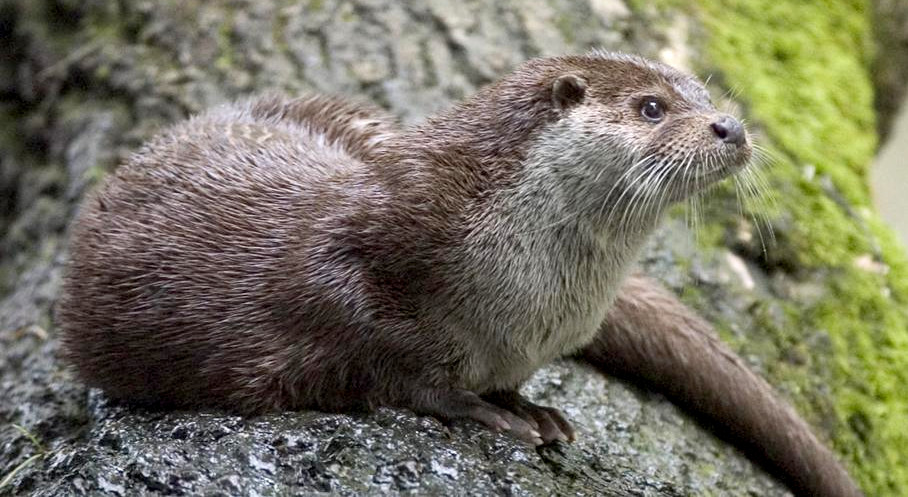
Выдра

        - Кошка Темминка, Catopuma temminckii 

      - Род: Кошки
        - Камышовый кот, Felis chaus 

      - Род: Pardofelis
        - Мраморная кошка, Pardofelis marmorata 

      - Род: Восточные кошки
        - Бенгальская кошка, Prionailurus bengalensis 
        - Суматранская кошка, Prionailurus planiceps  возможно, уничтожен
        - Кошка-рыболов, Prionailurus viverrinus 

    - Подсемейство: Большие кошки
      - Род: Дымчатые леопарды
        - Дымчатый леопард, Neofelis nebulosa 

      - Род: Пантеры
        - Леопард, Panthera pardus 
          - Индокитайский леопард, Panthera pardus delacouri

        - Тигр, Panthera tigris 
          - Индокитайский тигр Panthera tigris tigris 
          - Малайский тигр Panthera tigris tigris 

  - Семейство: Виверровые
    - Подсемейство: Paradoxurinae
      - Род: Бинтуронги
        - Бинтуронг, Arctictis binturong 

      - Род: Трёхполосые циветы
        - Трёхполосая цивета, Arctogalidia trivirgata 

      - Род: Гималайские циветы
        - Гималайская цивета, Paguma larvata 

      - Род: Страннохвосты
        - Мусанг, Paradoxurus hermaphroditus 

    - Подсемейство: Hemigalinae
      - Род: Выдровые циветы
        - Выдровая цивета, Cynogale bennettii 

      - Род: Полосатые циветы
        - Полосатая цивета, Hemigalus derbyanus 

    - Подсемейство: Viverrinae
      - Род: Циветы
        - Крупнопятнистая виверра, Viverra megaspila 
        - Тангалунга, Viverra tangalunga 
        - Азиатская цивета, Viverra zibetha 

      - Род: Малые циветы
        - Малая цивета, Viverricula indica 

  - Семейство: Азиатские линзанги
    - Род: Азиатские линзанги
      - Полосатый линзанг, Prionodon linsang 
      - Пятнистый линзанг, Prionodon pardicolor 

  - Семейство: Мангустовые (мангусты)
    - Род: Urva
      - Яванский мангуст, Urva javanica 
      - Мангуст-крабоед, Urva urva
- Подотряд: Собакообразные
  - Семейство: Псовые (собаки, лисы)
    - Род: Волки
      - Обыкновенный шакал, Canis aureus 

    - Род: Красные волки
      - Красный волк, Cuon alpinus 

  - Семейство: Медвежьи (медведи)
    - Род: Медведи
      - Гималайский медведь, Ursus thibetanus 

    - Род: Малайские медведи
      - Малайский медведь, Helarctos malayanus 

  - Семейство: Куньи (куньи)
    - Род: Куницы
      - Харза, Martes flavigula 

    - Род: Хорьки
      - Mustela kathiah 
      - Mustela nudipes 
      - Колонок, Mustela sibirica 
      - Белополосая ласка, Mustela strigidorsa 

    - Род: Arctonyx
      - Свиной барсук, Arctonyx collaris 

    - Род: Хорьковые барсуки
      - Бирманский барсук, Melogale personata 

    - Род: Выдры
      - Выдра, Lutra lutra 
      - Суматранская выдра, Lutra sumatrana 

    - Род: Гладкошёрстные выдры
      - Гладкошёрстная выдра, Lutrogale perspicillata 

    - Род: Amblonyx
      - Восточная бескоготная выдра, Amblonyx cinerea

#### Отряд:Парнокопытные

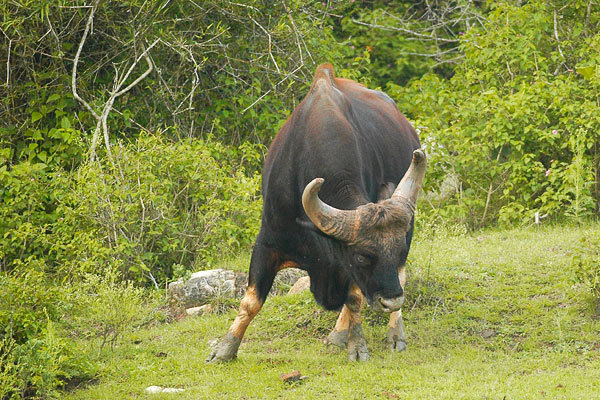
Гаур

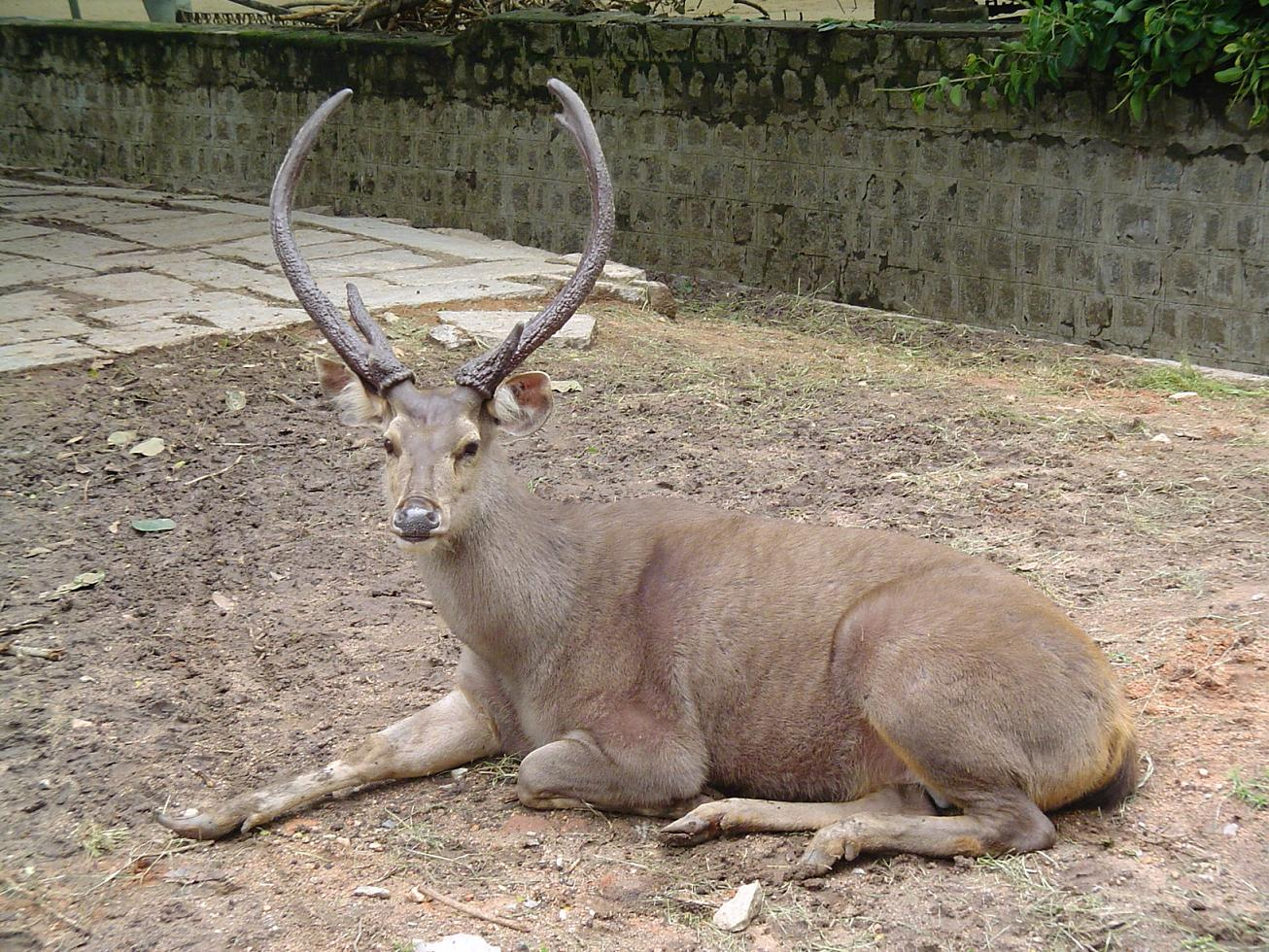
Индийский замбар

- Семейство: Полорогие (крупный рогатый скот, антилопы, овцы, козы)
  - Подсемейство: Бычьи
    - Род: Настоящие быки
      - Гаур, Bos gaurus 
      - Бантенг, Bos javanicus 

    - Род: Азиатские буйволы
      - Азиатский буйвол, Bubalus arnee 

  - Подсемейство: Козлиные
    - Род: Серау
      - Суматранский серау, Capricornis sumatraensis 

    - Род: Горалы
      - Горал, Naemorhedus caudatus
- Семейство: Оленевые (олени)
  - Подсемейство: Cervinae
    - Род: Аксисы
      - Свиной олень, Axis porcinus  повторно интродуцирован[2]

    - Род: Rucervus
      - Олень Шомбургка, Rucervus schomburgki 

    - Род: Rusa
      - Индийский замбар, Rusa unicolor 

  - Подсемейство: Muntiacinae
    - Род: Мунтжаки
      - Muntiacus feae 
      - Индийский мунтжак, Muntiacus muntjak
- Семейство: Свиные (свиньи)
  - Подсемейство: Suinae
    - Род: Кабаны
      - Кабан, Sus scrofa
- Семейство: Оленьковые
  - Род: Азиатские оленьки
    - Tragulus kanchil 
    - Большой оленёк, Tragulus napu

## Локально вымершие
В стране вымерли следующие виды:
- Купрей, Bos sauveli
- Суматранский носорог, Dicerorhinus sumatrensis
- Олень-лира, Rucervus eldii возможно, уничтожен
- Яванский носорог, Rhinoceros sondaicus